# Sergeanten 1, 6, 7, 8

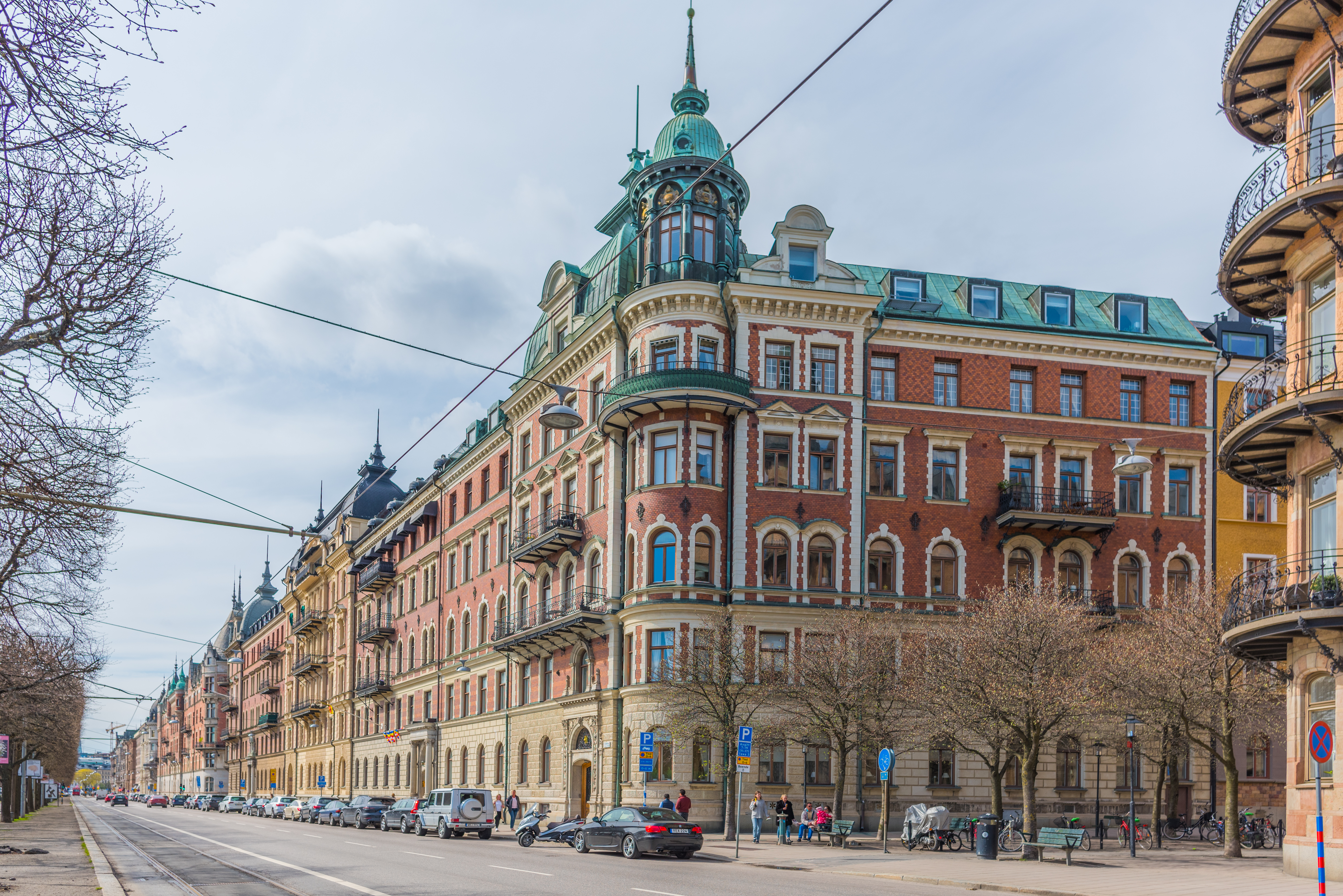
Strandvägen 35–41 västerut med nr 41 närmast i maj 2018.

Sergeanten 1, 6, 7, 8 är fyra kulturhistoriskt värdefulla bostadsfastigheter i kvarteret Sergeanten vid  Strandvägen 35-41 belägen mellan Torstenssonsgatan och Banérgatan på Östermalm i Stockholm. Bebyggelsen uppfördes mellan 1889 och 1892 efter ritningar av arkitekten Johan Laurentz. Tillsammans bildar husen en arkitektonisk enhet som med sina torn och kupoler är en av Strandvägens rikast gestaltade fasader. Fastigheterna är blåmärkta av Stadsmuseet i Stockholm vilket betyder "att bebyggelsen bedöms ha synnerligen höga kulturhistoriska värden".

## Bakgrund

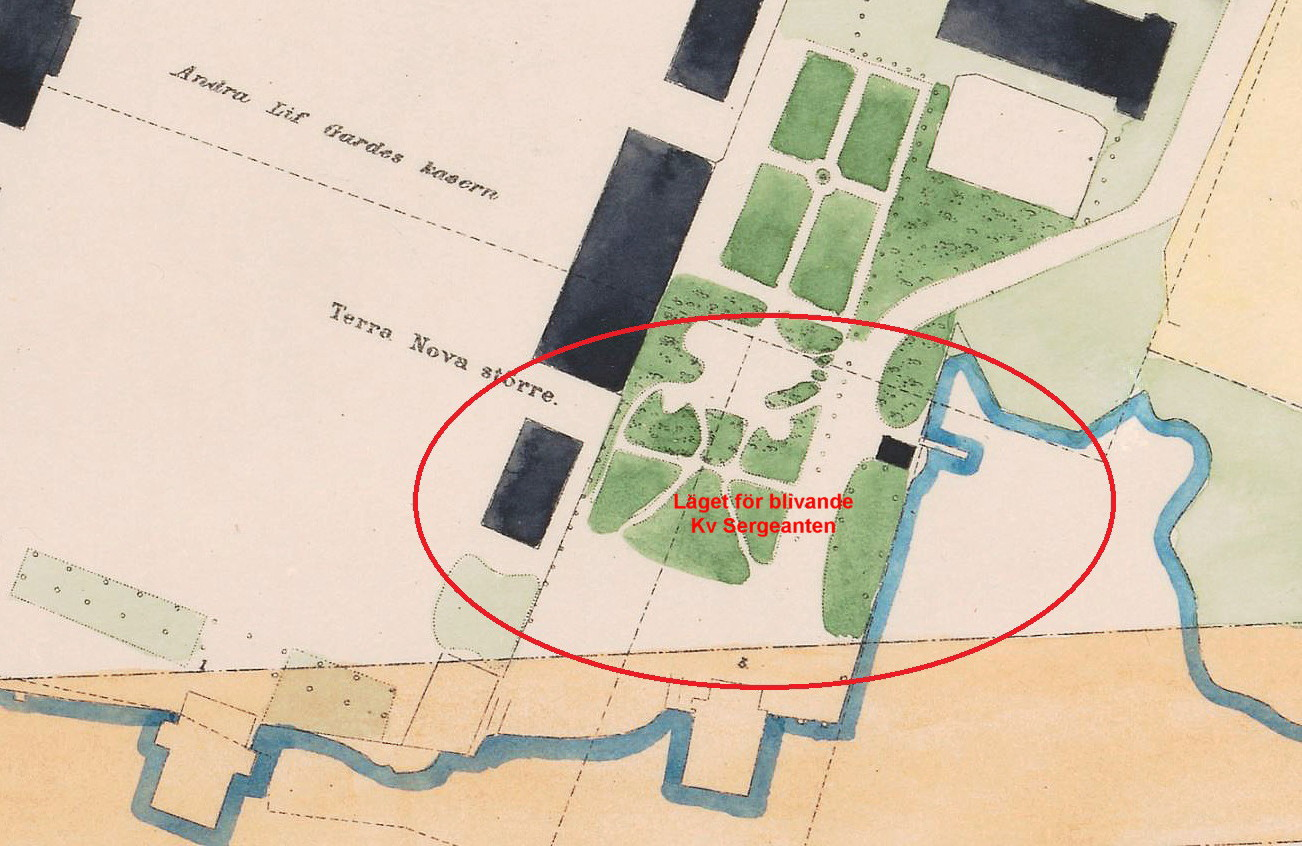
Kvarterts läge 1863.

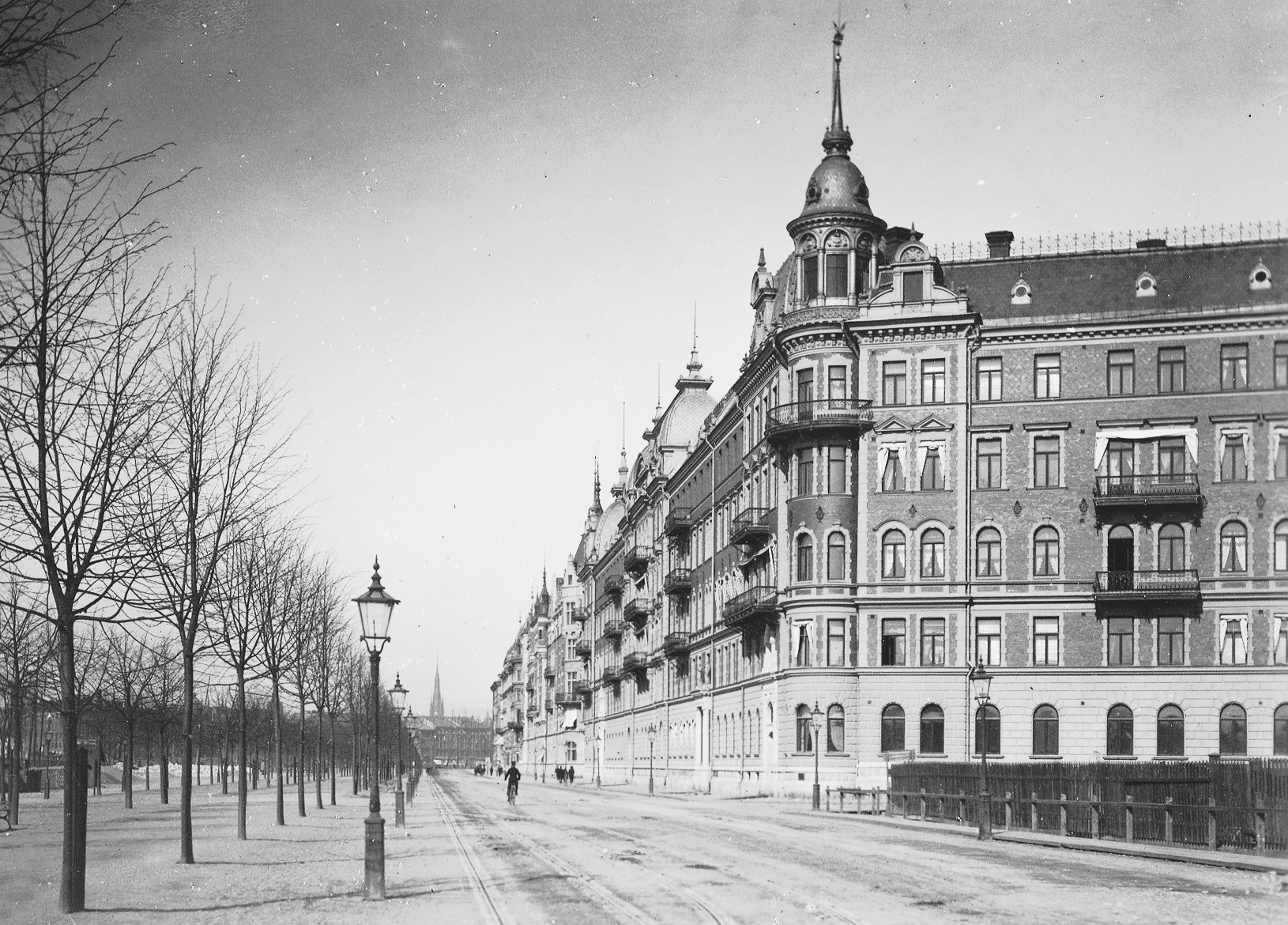
Strandvägen 35-41 ca 1900.

Innan kvarteret Sergeanten bildades låg här storkvarteret Terra Nova Större, som sträckte sig ända upp till Storgatan och mellan Grev Magnigatan i väster och ungefär fram till dagens Oxenstiernsgatan i öster. Här hade Andra livgardet sina kaserner och exercisplats. På den stora tomten fanns bara några få byggnader som revs i slutet av 1880-talet. 
Mot Strandvägen styckades tomten i fyra fastigheter: Sergeanten 1, 8, 7 och 6 (från väst till öst). Dessa förvärvades av fyra olika byggherrar som kunnat enas om att låta samma arkitekt, Johan Laurentz, rita den nya bebyggelsen. Tanken var att husen skulle ge ett enhetligt monumentalt intryck istället för fyra individuella fasader som kunde uppfattas som plottriga.
Utöver Sergeanten 1, 8, 7, 6, stod Laurentz bakom ytterligare tre exklusiva hus längs Stockholms nya paradgata: Klippan 9 (Strandvägen 9), Ädelman mindre 11 (Strandvägen 17) och Krabaten 2 (Strandvägen 15). Längan Strandvägen 35–41 var dock den första. Genom materialval (rött tegel och puts) och fasadgestaltning lyckades Laurentz att få ett komplex med ett samkomponerat yttre, trots olika byggherrar. 
Gemensamt för hela längan är balkonger med sirliga smidesräcken och att dekorativa ankarslutar mellan tredje och fjärde våningen markerar bjälklagets läge. Som brukligt utfördes gårdsfasaderna betydligt enklare, i detta fall med gråvit slätputs. Även om fasadmaterialet inte var alltför påkostat så gällde motsatsen beträffande husens entréer och trapphus. Meningen var att husens besökare skulle bli imponerade.

### Sergeanten 1 (Strandvägen 35 / Torstenssonsgatan 2)

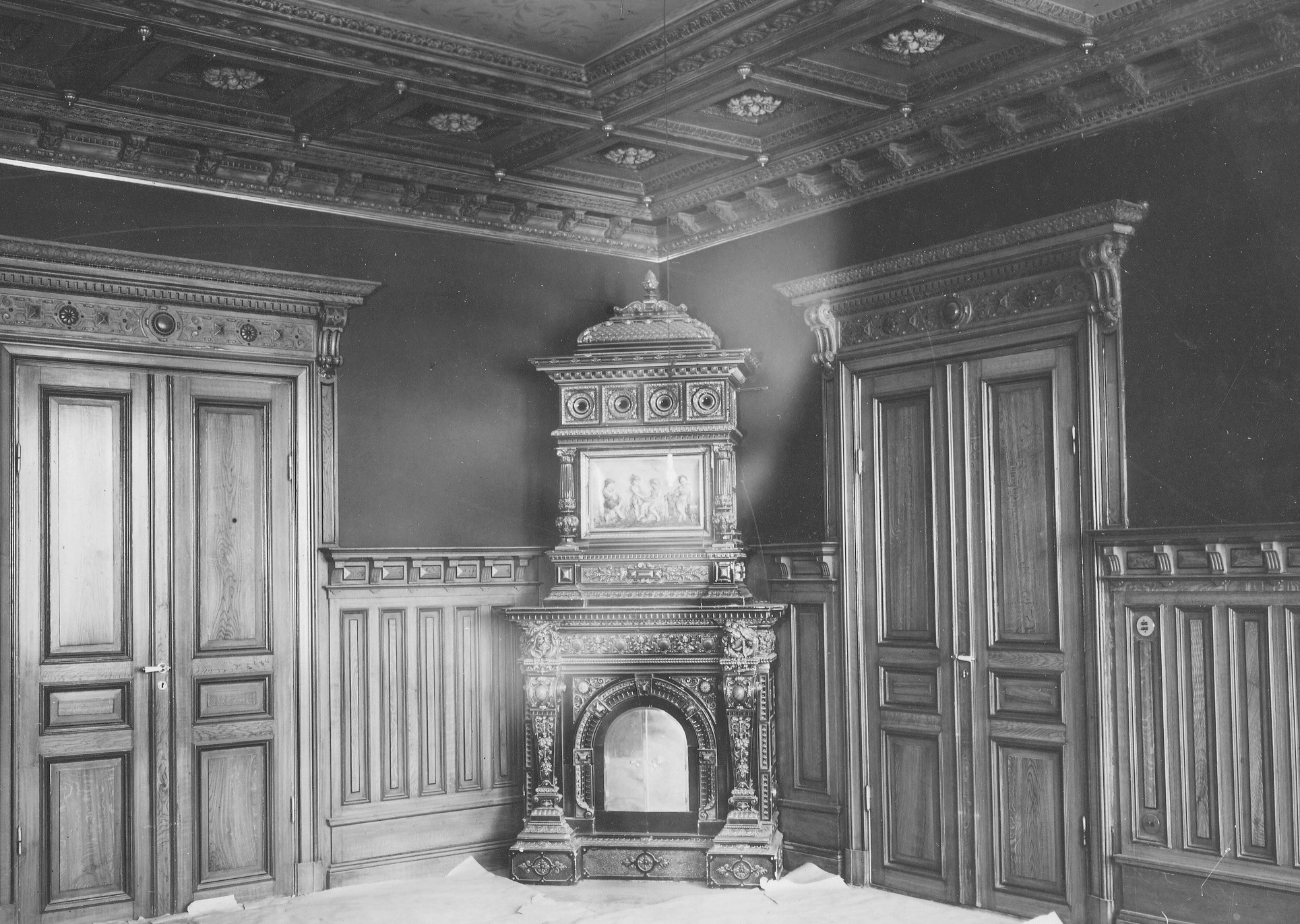
Matsalen i en av bostäderna.

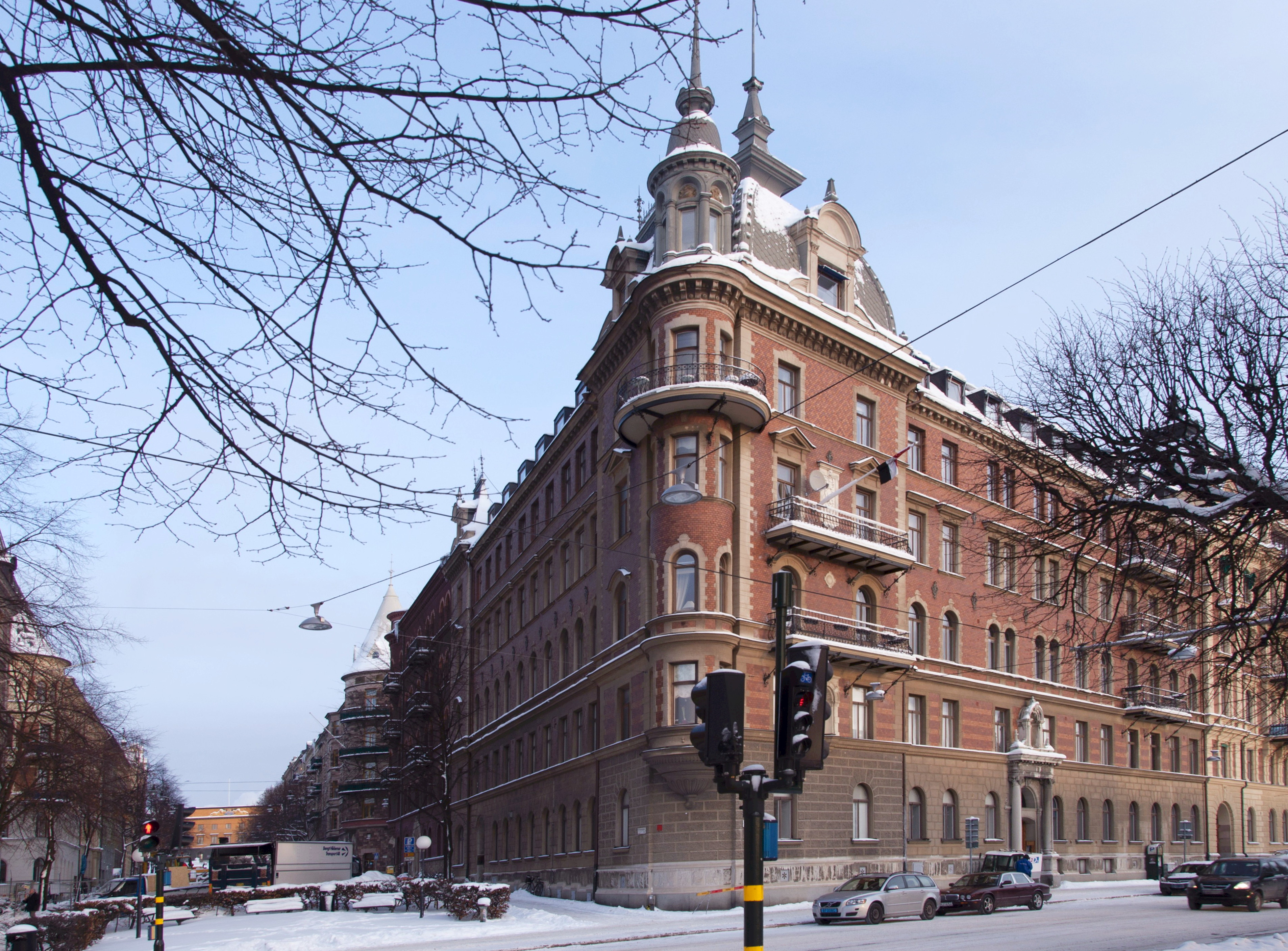
Sergeanten 1, december 2010.

Hörnfastigheten Sergeanten 1 köptes av Sundahl & Brandel som ägdes av byggmästarna Per Sundahl och Johan Brandel. Företaget stod bakom många nybyggen i Stockholm under 1800-talets slut. Man byggde ofta på spekulation vilket innebar att man uppförde huset för egen räkning, fyllde det med hyresgäster och sålde sedan med vist som finansierade nästa projekt.
Sundahl & Brandel anlitade Laurentz som gestaltade Sergeanten 1 på grund av sitt attraktiva hörnläge särskild iögonfallande. Hörnet accentueras av ett halvrunt burspråk i fyra våningar som avslutas av ett litet torn. Hushörnet i övrigt framträder något och kröns av en kupol med en hög tornspira på toppen. 
Entréerna blev påkostade och individuellt gestaltade. I Sergeanten 1 åstadkoms det genom en kraftigt skulpterad portalomfattning flankerad av två kolonner samt skulpterade portar med fyllningar och galler i konstsmide. På golven ligger svart- och vitrutigt marmor med kantbård. Väggarna är marmorerade och smyckade med gröna pilaster och arkadbågar. Taket är utformat som två kryssvalv. 
Hela våningsplanet bestod av två stora lägenheter, en mot Strandvägen med sex rum och kök och en hörnlägenhet Strandvägen/Torstenssonsgatan med elva rum och två kök. Det cirkulära burspråksrummet hör till hörnlägenheten och fick i översta våningen en halvrund balkong. Någon hiss fanns inte, den installerades först på 1930-talet.
Redan 1895 hade Sundahl & Brandel sålt fastigheten till Brand- och lifförsäkrings AB Skåne. Idag ägs fastigheten av J. L. Eklunds hantverksstiftelse . Hörnlägenheten på första våningen disponeras av Egyptens ambassad i Stockholm.

### Sergeanten 8 (Strandvägen 37)

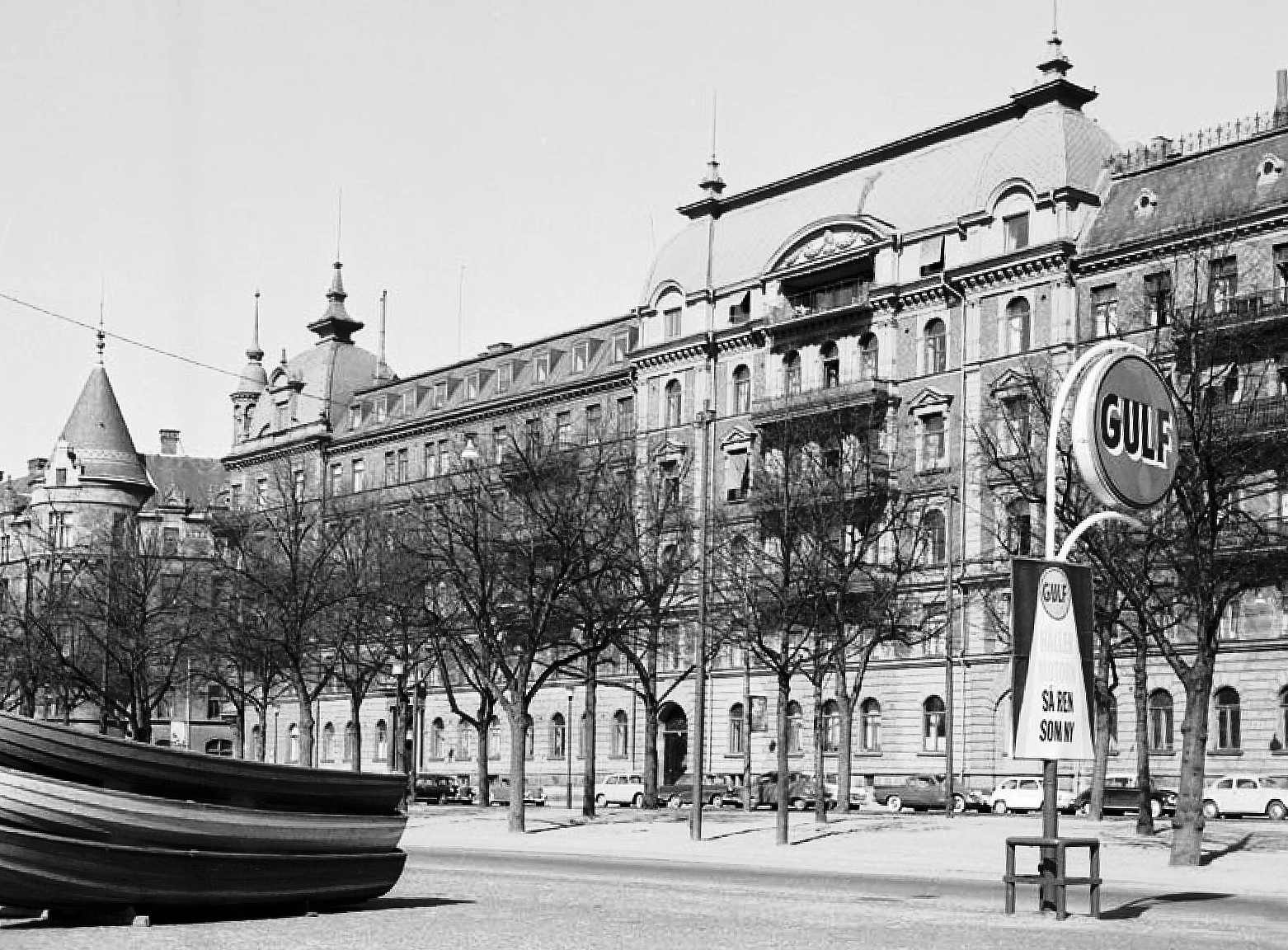
Strandvägen 35-37, 1960-tal.

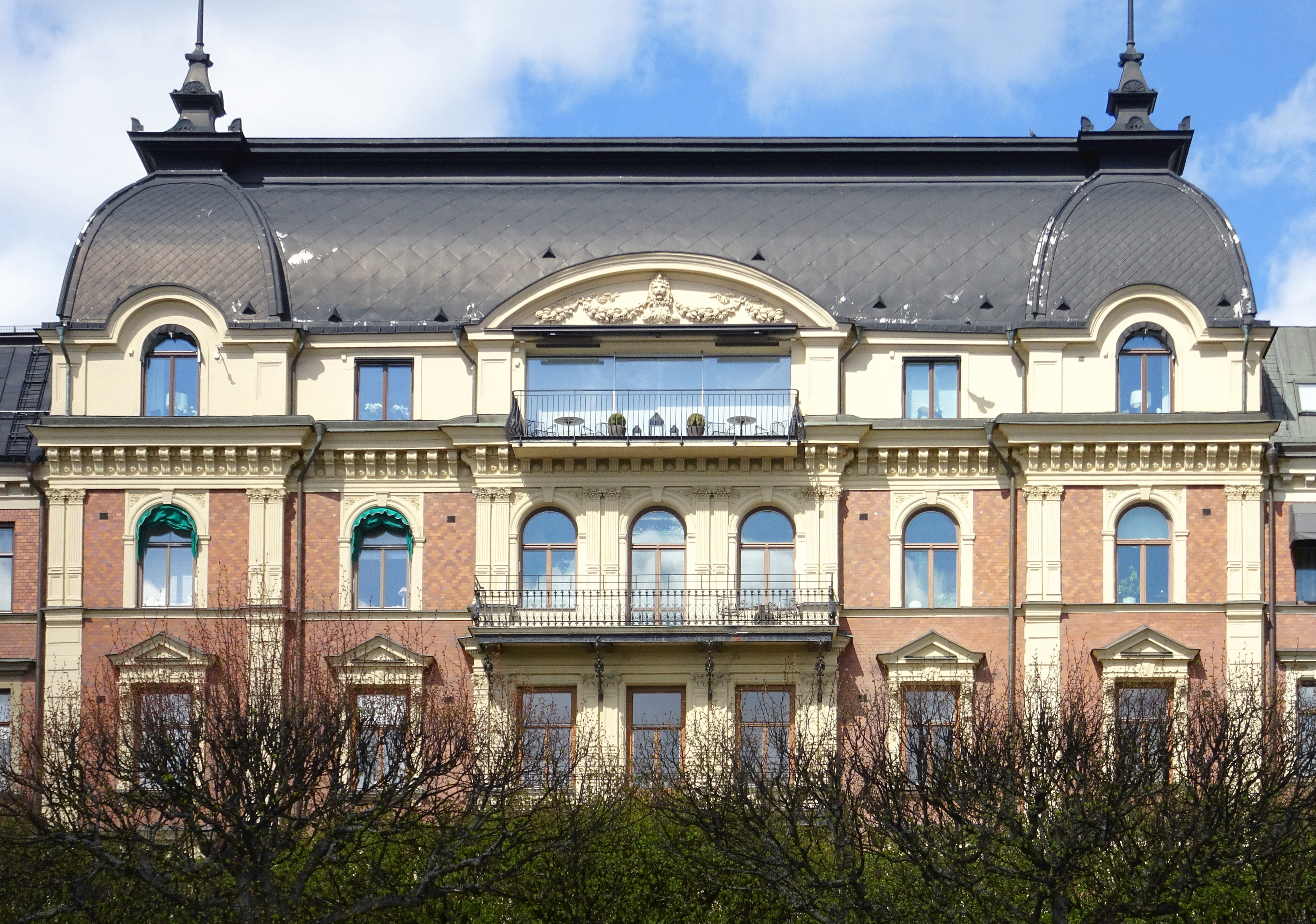
Sergeanten 8 höjer sig över de övriga taken med en attikavåning och brant tak.

Sergeanten 8 är kvarterets mellersta hus och var det första som uppfördes. Tomten förvärvades av byggmästare Johan Ahlström. Han hade samma affärsidé som Sundahl & Brandel och byggde på spekulation. Trots att han själv fungerade ibland som arkitekt anlitade han också Johan Laurentz. 
Laurentz uppdrag, att ge samtliga fyra hus mot Strandvägen en arkitektonisk samhörighet med viss symmetri, försvårades eftersom det hade varit enklare med tre eller fem hus. Laurentz löste problemet elegant genom att utforma nr 37 som en sorts mittrisalit med en sjätte attikavåning och ett högt, brant tak samt tre breda balkonger. Ovanför takfoten höjer sig centralt en fronton med festonger och lejonmaskaron i puts.
Entrén utfördes något enklare än den för Sergeanten 1 eftersom den samtidigt fungerade som körport till och från innergården. Varje våningsplan bestod av en enda lägenhet om nio rum och kök. Köksregionen med köket och jungfrurum anordnades som en flygel inåt bakgården och nåddes via en minimal kökstrappa. En hiss i huvud- och kökstrappan tillkom först på 1930-talet. I samband med Stadsmuseets byggnadsinventering på 1970-talet var besökta lägenheter välbevarade och uppvisade mönstrade parkettgolv, sockelpaneler, ursprungliga dörrar och rika taklister. 
Fastigheten ägs sedan 1982 av BRF Sergeanten 8 som har 12 lägenheter med storlekar mellan 23 m² och 470 m³.

### Sergeanten 7 (Strandvägen 39)

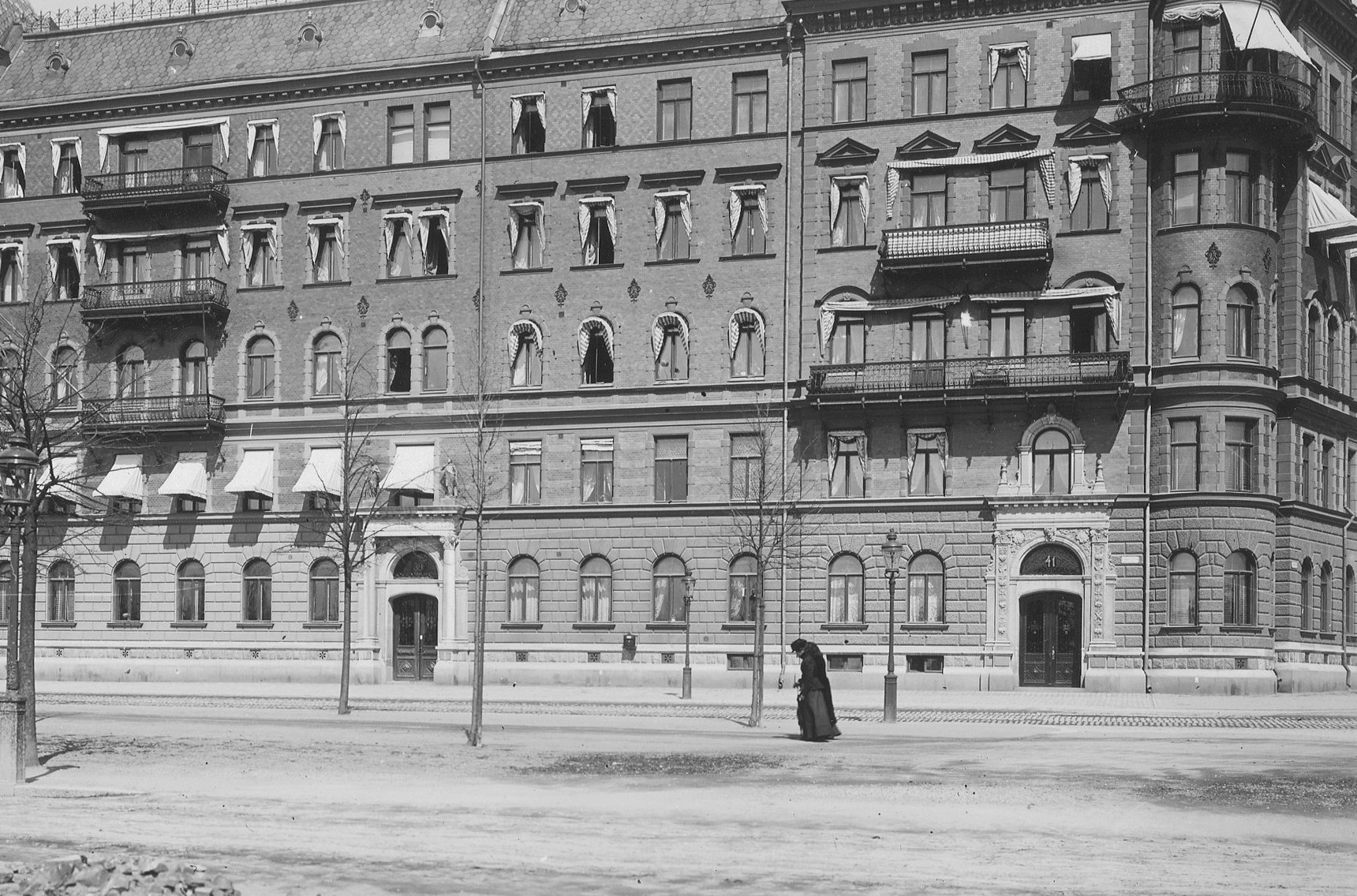
Strandvägen 39-41, 1902.

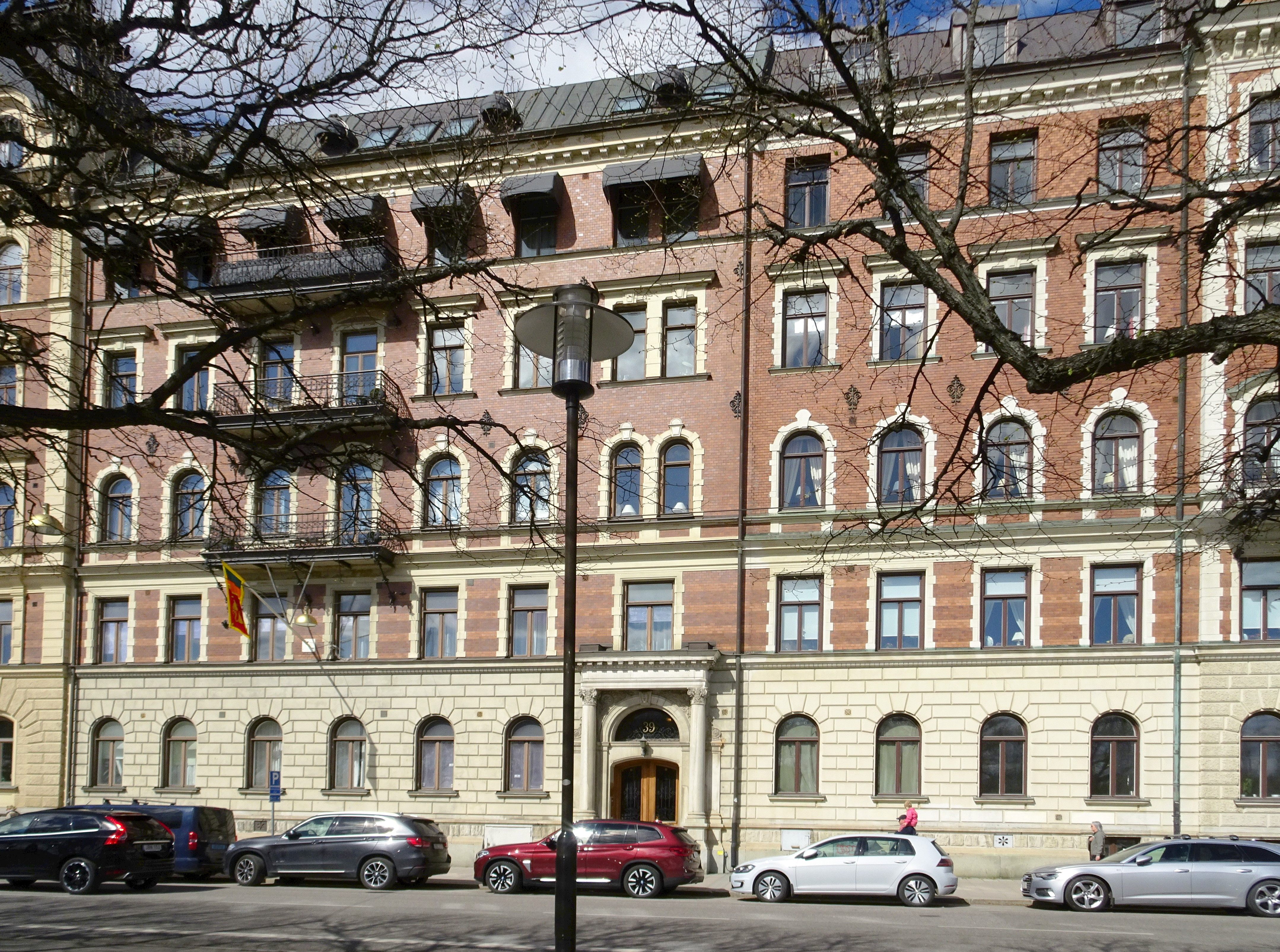
Sergeanten 7 i maj 2022.

Sergeanten 7 är den smalaste tomten som köptes av Isaak Hirsch. Han var inblandad i tillkomsten av tio av de totalt 35 fastigheterna längs Strandvägen 1–67. Sergeanten 7 var hans andra förvärv där han kom att anlita bygg- och murmästaren Oscar Herrström att uppföra huset. Hirsch och Herrström kom sedermera att ha fler samarbeten, bland annat vid Bajonetten 1 (Strandvägen 49), Bajonetten 11 (Strandvägen 51) och Bajonetten 9, Strandvägen 53. Hirsch bosatte sig själv i det praktfulla hörnhuset Strandvägen 49.
Byggnaden i Sergeanten 7 har en bredd av sju fönsteraxlar och formgavs exteriört lika Sergeanten 1. Entrén är individuell gestaltad med vitt marmor på golv och trappa samt ledstång i mässing. Väggarna har bröstpanel och räfflade kolonner marmorerade i grönt och brunt. På varje långvägg finns tre stora målningar varav två är allegoriska kvinnogestalter som omger den tredje, en landskapsutsikt. 
Varje våningsplan bestod av en enda bostad bestående av sju rum och kök samt rymlig hall med balkong mot bakgården. Även här nåddes köksregionen via en minimal kökstrappa från bakgården. Sedan 1985 ägs fastigheten av BRF Sergeanten 7 som har fem lägenheter. Lägenheten på våning 1 trappa disponeras av Sri Lankas ambassad i Stockholm.

### Sergeanten 6 (Strandvägen 41)

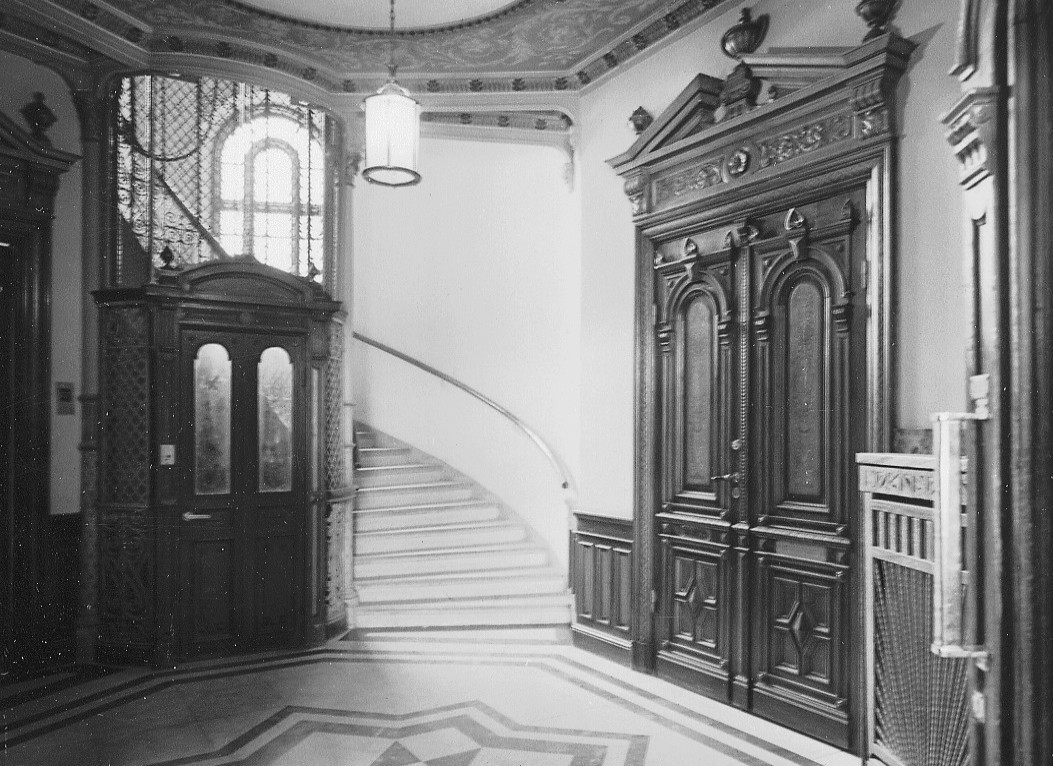
Trapphallen i nr 41, 1962.

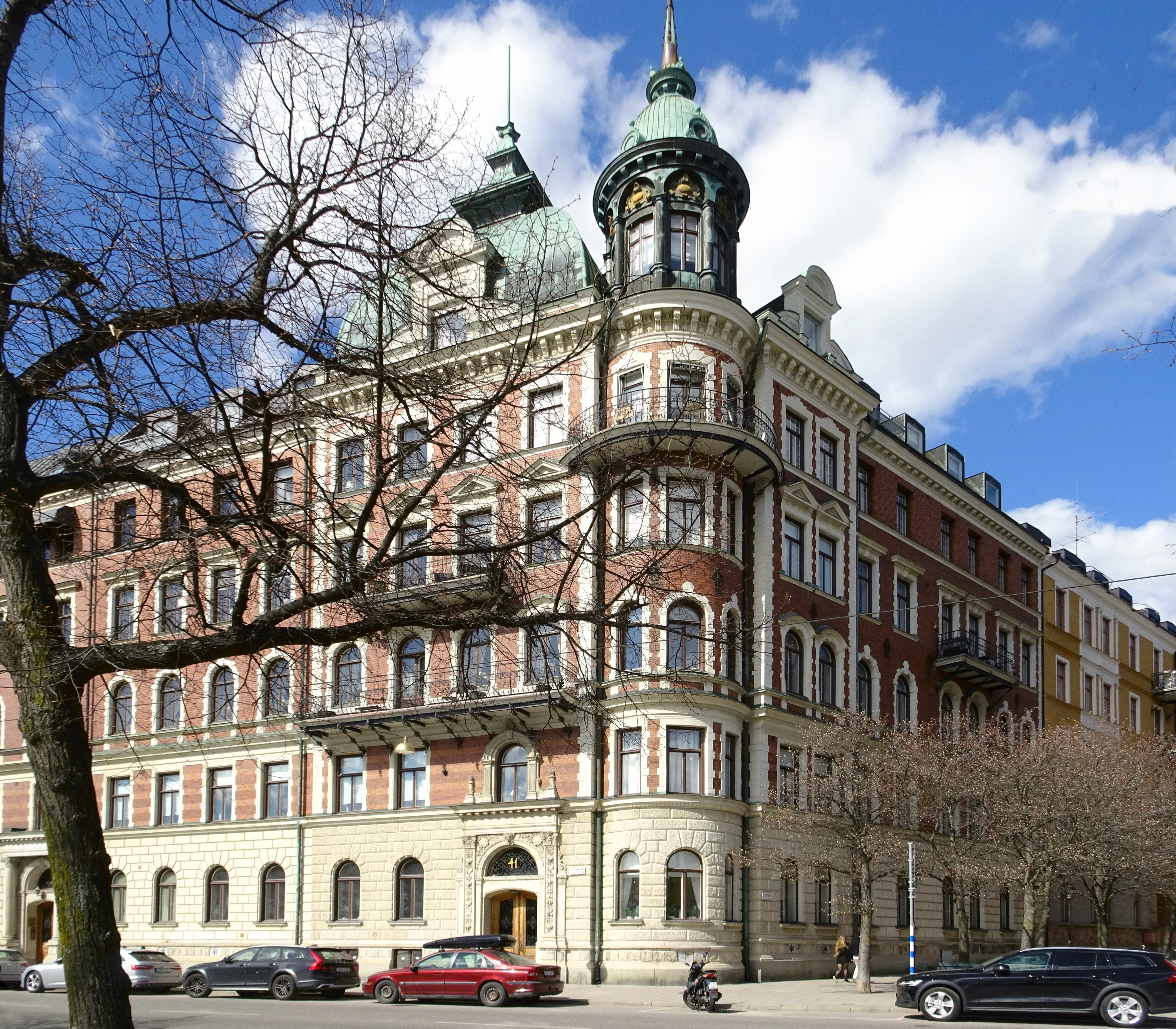
Sergeanten 6 i maj 2022.

Hörnfastigheten Sergeanten 6 köptes av byggmästaren Johan Göransson och muraren K.W. Gustafsson som också uppförde huset. Även Göransson och Gustafsson byggde på spekulation och finns bakom en lång rad nybyggda bostadshus som tillkom under 1880- och 1890-talens byggrush i huvudstaden. 
Fasaderna gestaltades av Johan Laurentz efter samma grundkoncept som de övriga tre dock med några avvikande detaljer som speciellt framträder i hörnets utformning som är kraftigare än sin motpart i västra änden. 
Entrén utformades påkostad och pampig med skulpterad port med smidesgaller. Innanför möts besökaren av svartvitt mönsterlagt marmorgolv och vita trappsteg. Framför marmorerade väggar med arkader och pilastrar står på socklar antikiserande skulpturer i gips och kolonner med vita baser och kapitäl samt puttifigurer i spandrillarna. 
Hela våningsplanet upptogs av två stora lägenheter, den mot Strandvägen hade sju rum och kök, hörnlägenheten Strandvägen/ Banérgatan sex rum och kök. Burspråksrummet i hörnet hörde till hörnlägenheten. Båda bostäderna hade redan från början badrum men inte hiss, den tillkom 1955. Centralvärme installerades 1927.
De av Stadsmuseet på 1970-talet besökta lägenheterna var välbevarade och hade ursprungliga snickerier, dörröverstycken och stucktak samt mönsterlagda parkettgolv. Sedan 1984 ägs fastigheten av BRF Sergeanten nr 6.

### Noter

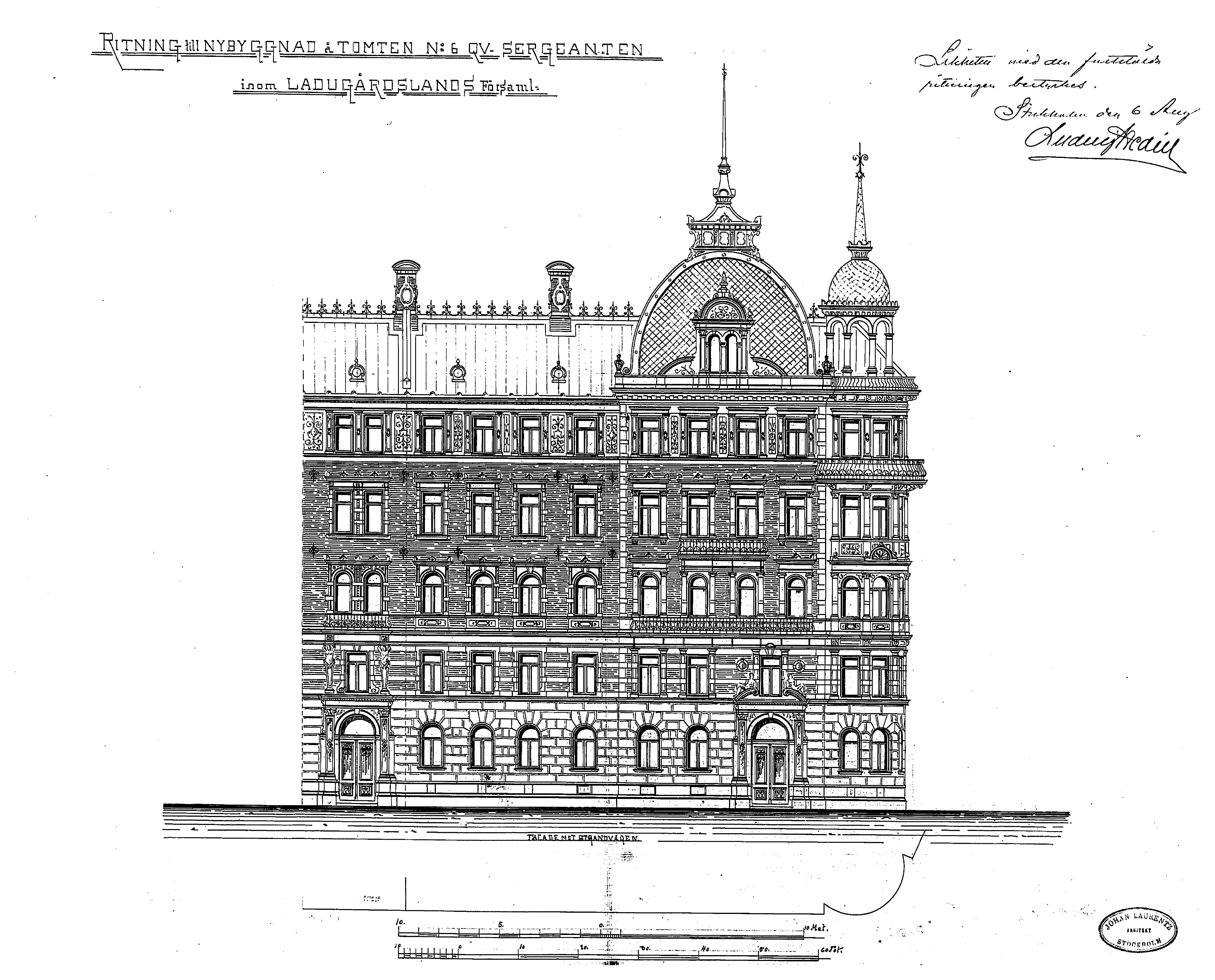
Sergeanten 6, fasad mot Strandvägen, Laurentz originalritning från 1890.

### Bilder, portar och entréer

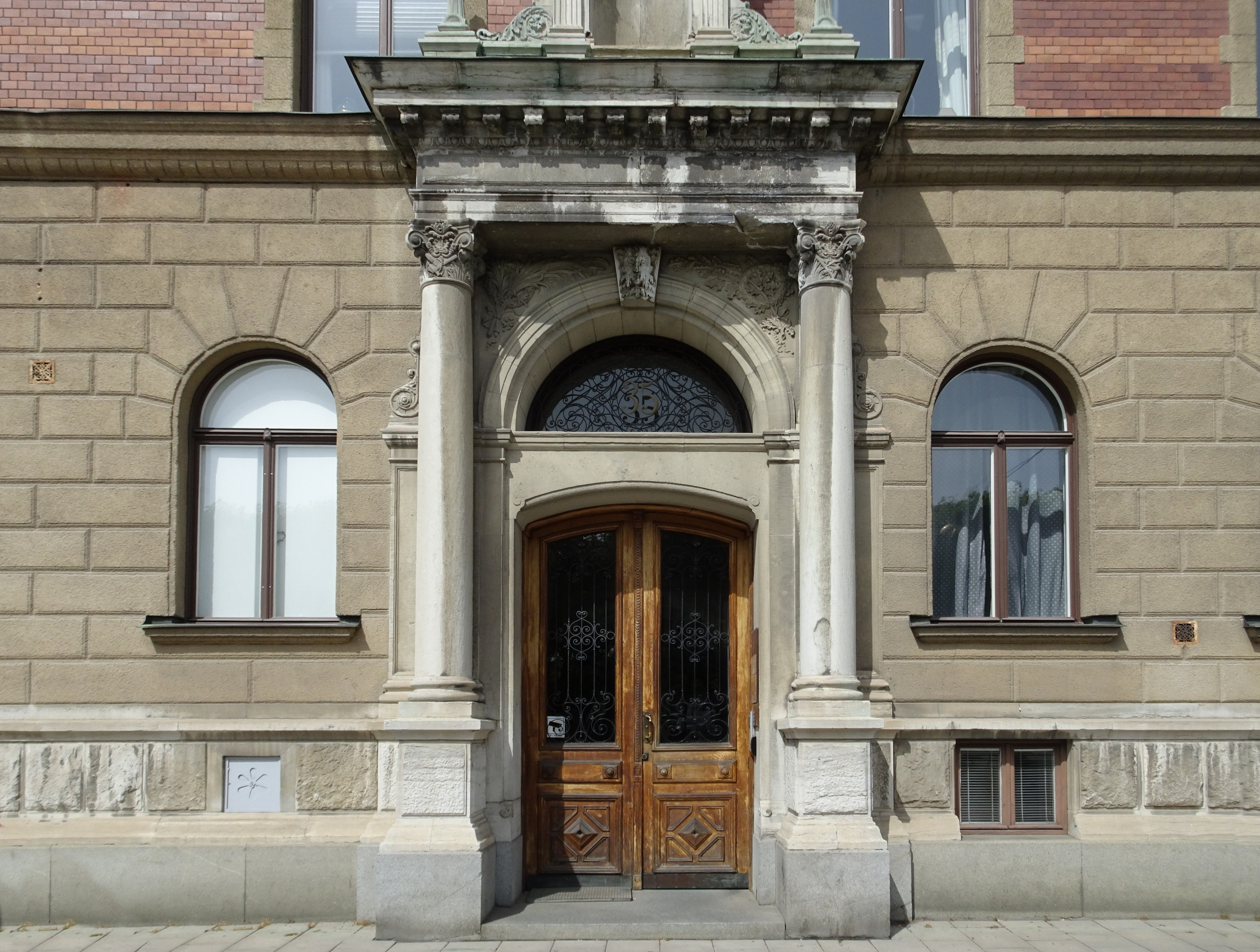
Strandvägen 35, port.
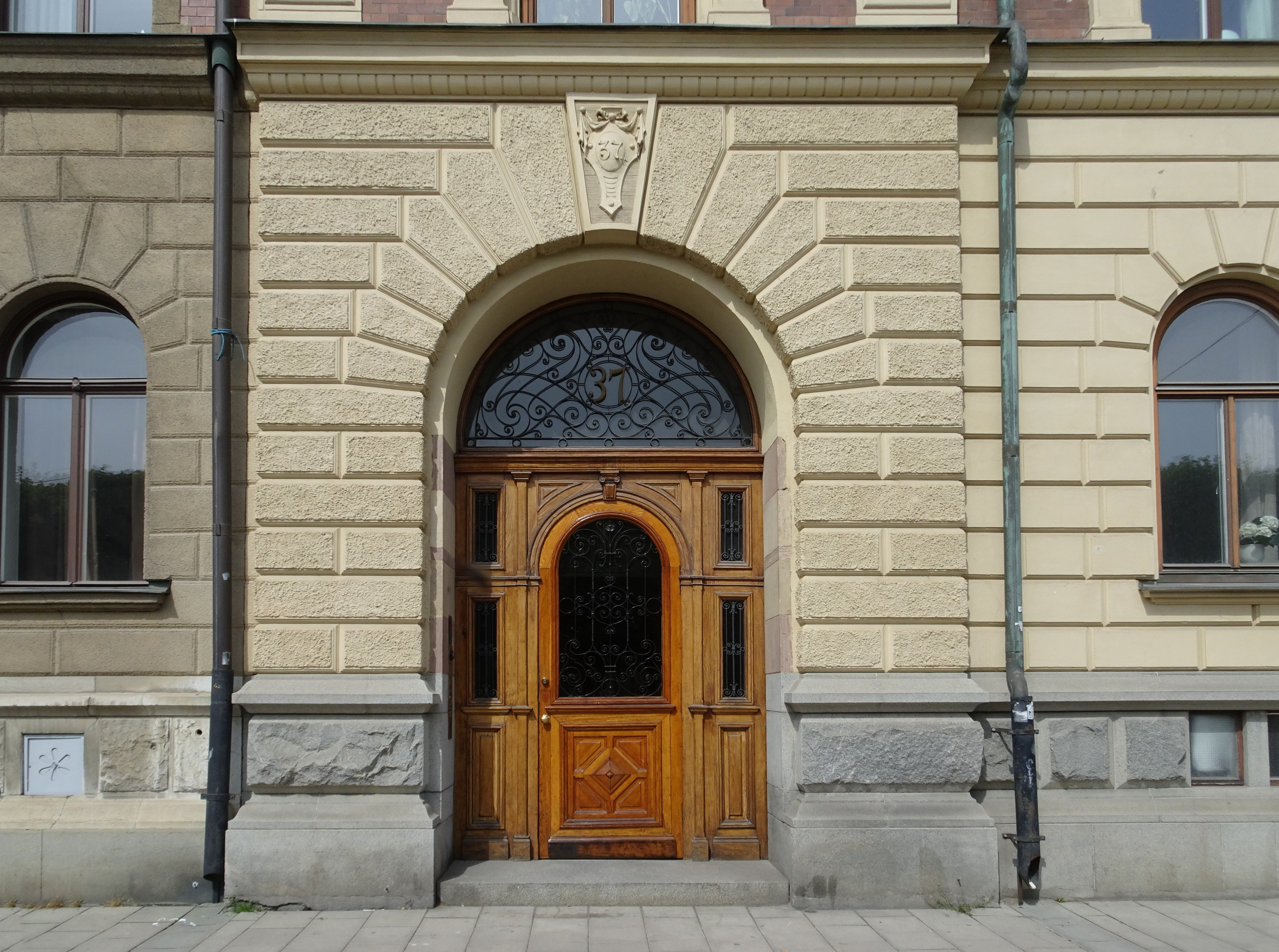
Strandvägen 37, port.
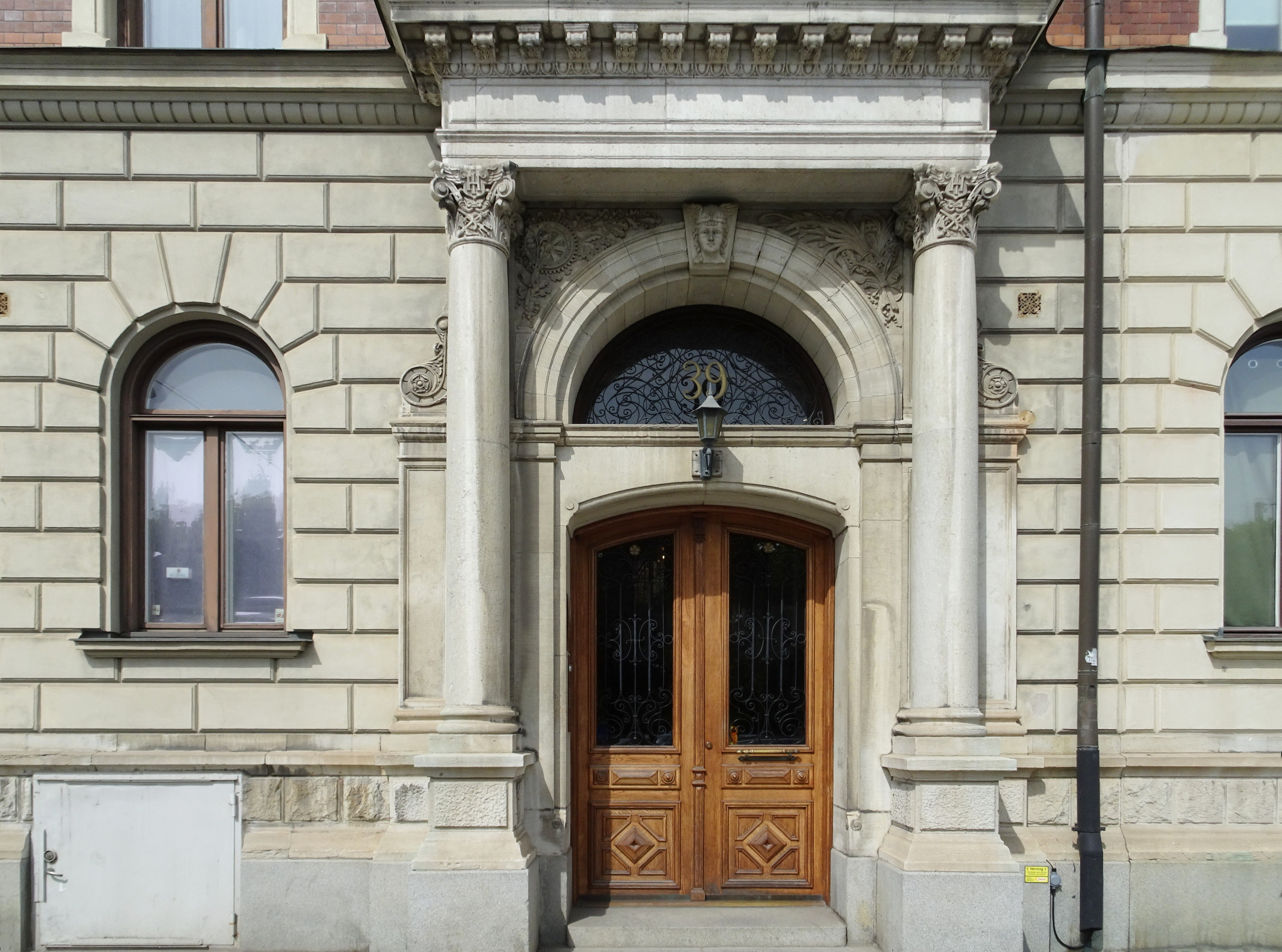
Strandvägen 39, port.
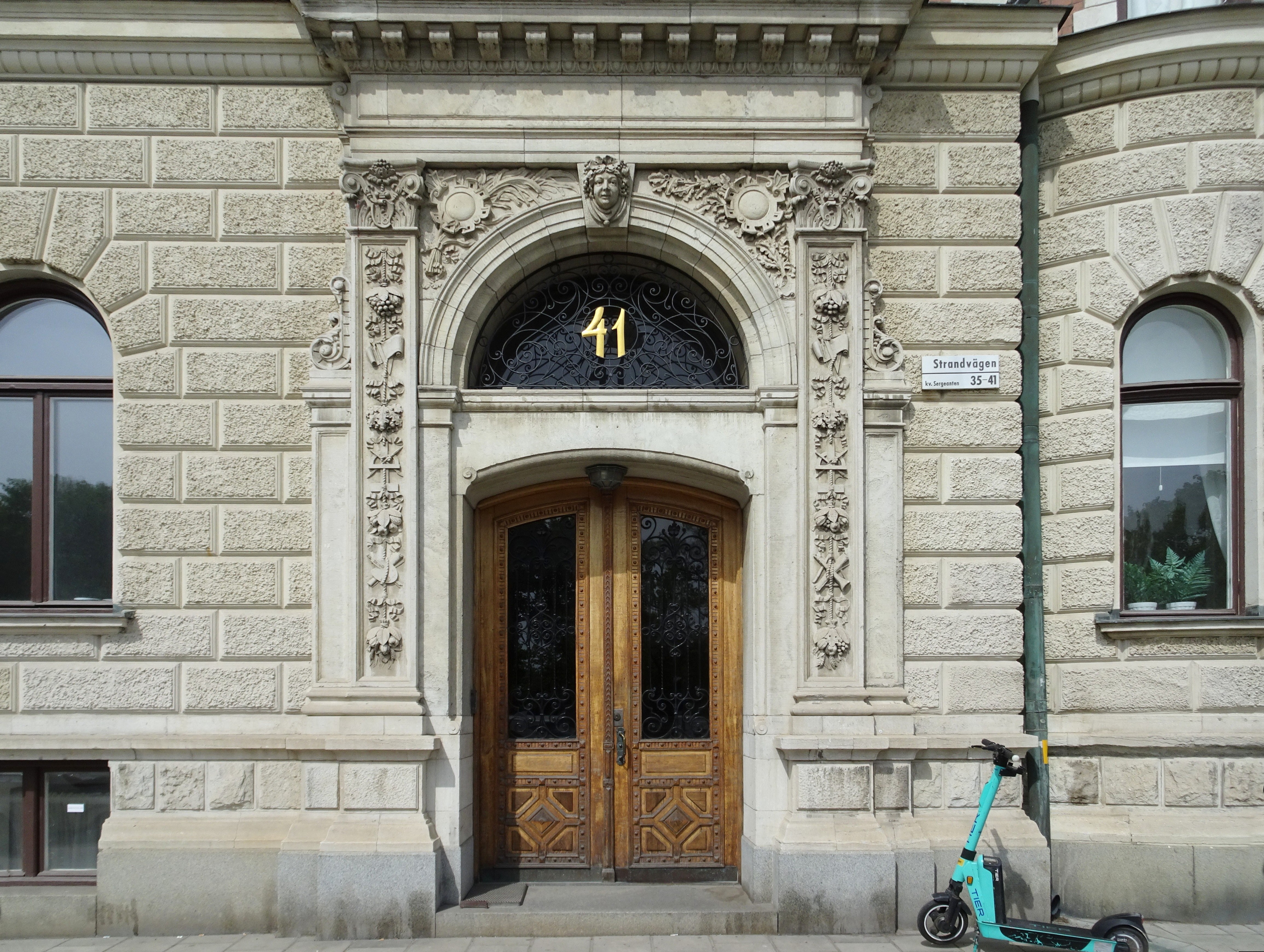
Strandvägen 41, port.

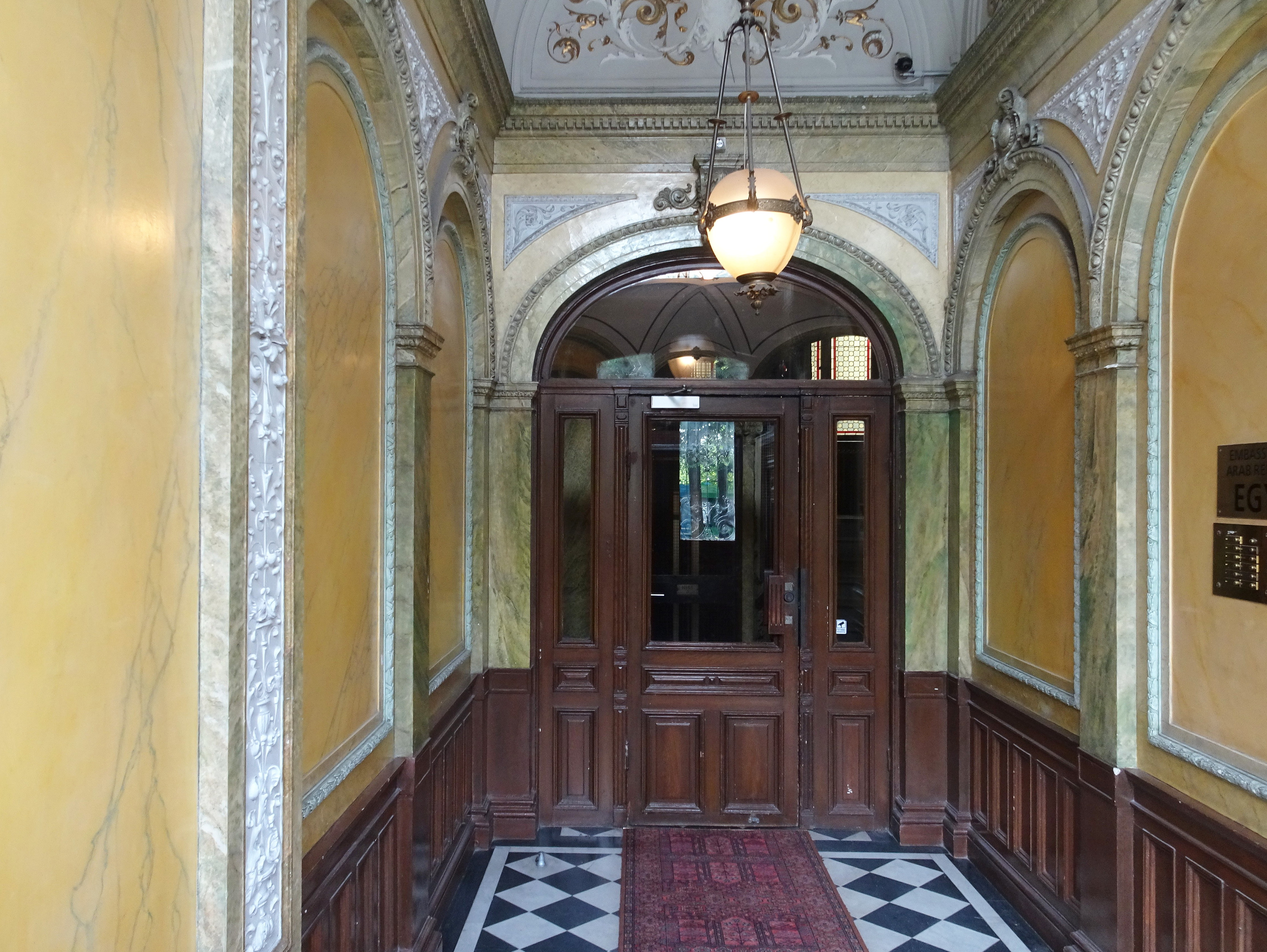
Strandvägen 35, entré.
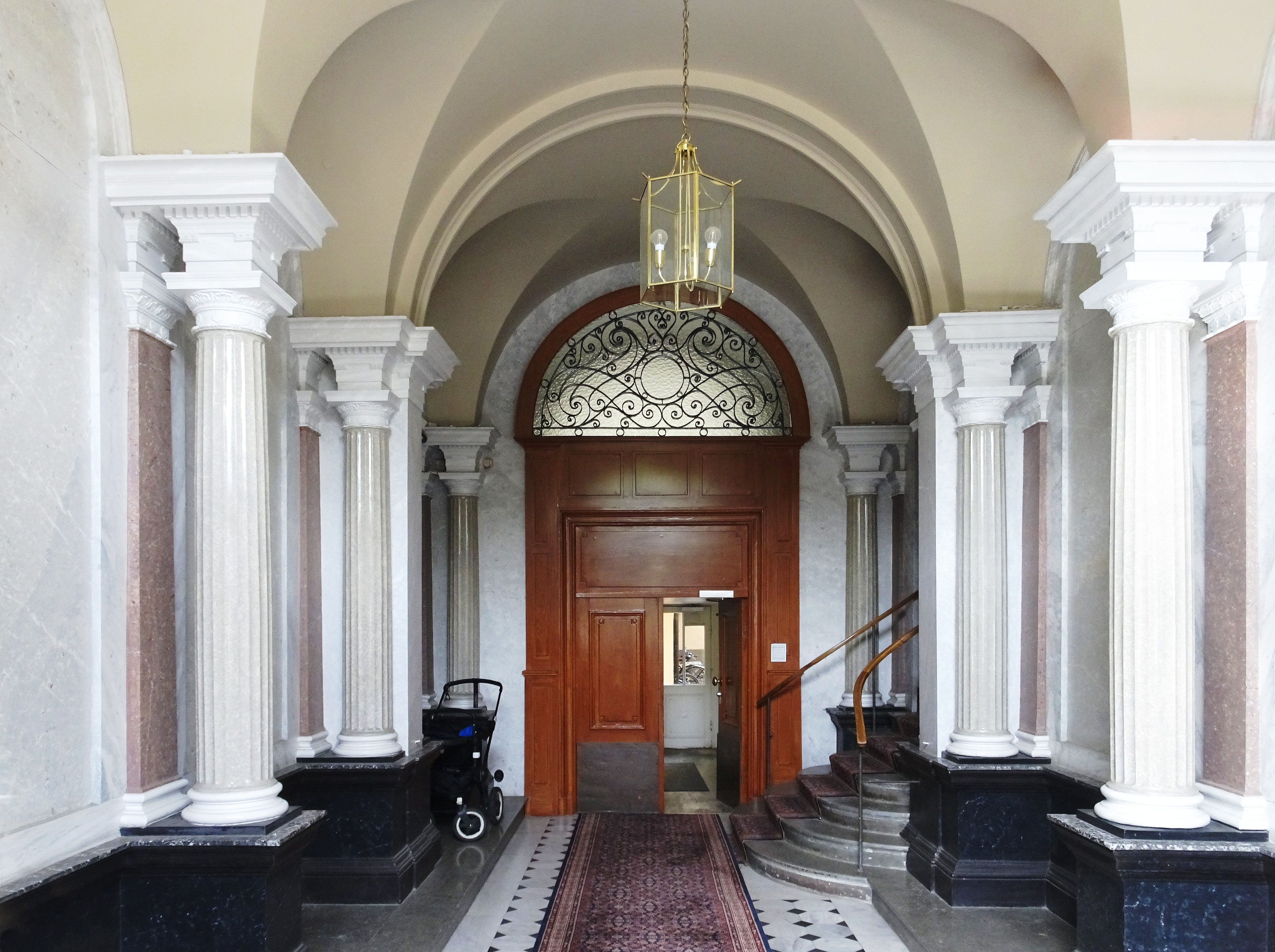
Strandvägen 37, entré.
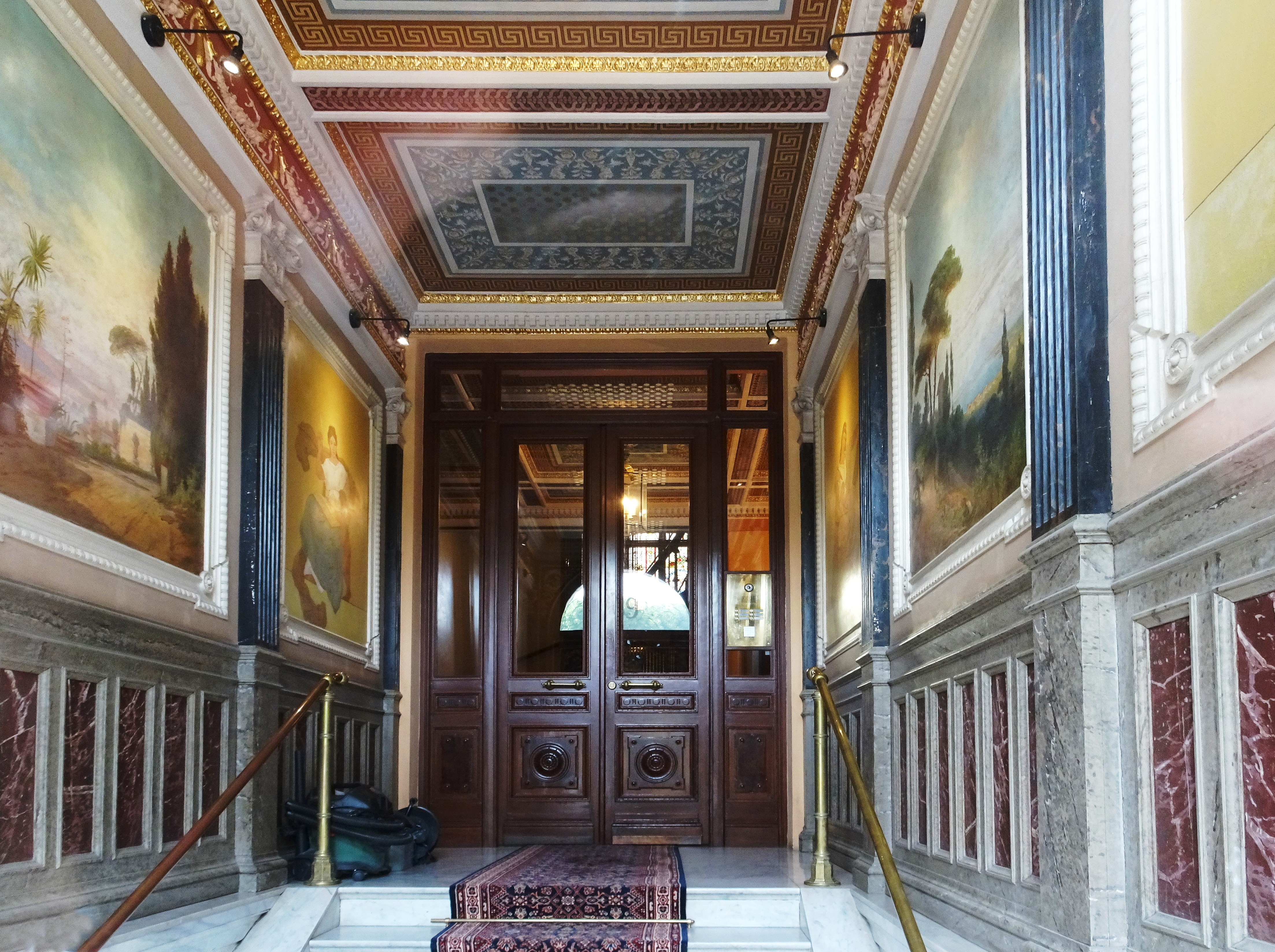
Strandvägen 39, entré.
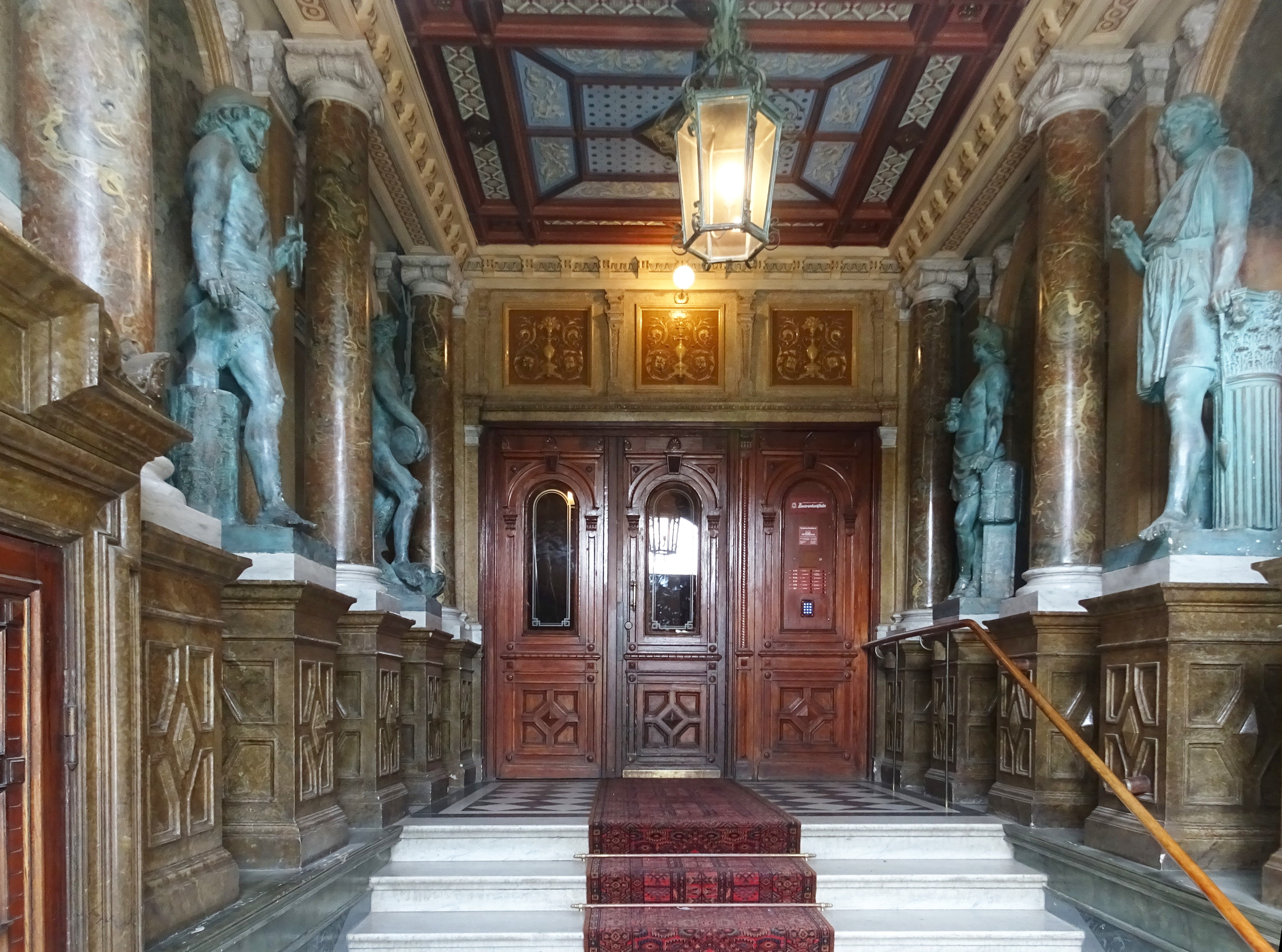
Strandvägen 41, entré.